# Marco Minnemann
Marco Minnemann (Hannover, 24 december 1970) is een Duitse drummer, componist en multi-instrumentalist.

## Levensloop
Minnemann kwam op 19-jarige leeftijd naar München, waar hij in 1992 de drummer werd van de crossover-band Freaky Fukin Weirdoz. Ook richtte hij samen met zanger Artemis Gounaki het progressieve rockproject Illegal Aliens op. In 1997 stapte hij over naar de H-Blockx, waar hij tot 1999 bleef. In de jaren die volgden werkte hij onder meer samen met Paul Gilbert, Udo Lindenberg, Paddy Kelly, Terry Bozzio, Chad Wackerman, Wolfgang Schmid, Kreator, Mike Keneally en Nena.
Als een van de zeven drummers deed hij in oktober 2010 auditie door de band Dream Theater om een vervanger te vinden voor Mike Portnoy, die de band in september 2010 had verlaten. De bonus-dvd A Dramatic Turn of Events uit 2011 bevat de repetitie- en auditiefilm.
Hij is lid van het fusiontrio The Aristocrats, samen met gitarist Guthrie Govan en bassist Bryan Beller. Hij speelde ook drums op Steven Wilson's wereldtournee in 2012 met zijn soloalbum Grace for Drowning. In 2013 speelde hij in de opname van Steven Wilson's derde soloalbum The Raven That Refused to Sing (And Other Stories) en de tour die daarop volgde. Hij speelde ook met Joe Satriani op zijn tour. In 2013 werd Levin Minnemann Rudess uitgebracht met Tony Levin en Jordan Rudess.
Sinds januari 2016 is hij ook de drummer van The Mute Gods, een project van Nick Beggs, die vooral bekend is als zanger/bassist van de band Kajagoogoo en ook in de band van Steven Wilson speelt.
Sinds 2017 is hij de drummer van de progressieve rock supergroep The Sea Within met leden Roine Stolt, Daniel Gildenlöw, Jonas Reingold en Tom Brislin.
Door zijn vooruitstrevende speelstijl heeft hij verschillende prijzen ontvangen in verschillende vakbladen en heeft hij verschillende instructie-dvd's en boeken gepubliceerd.

## Discografie
Solo
- The Green Mindbomb (1998)
- Comfortably Homeless (1999)
- Orchids (2002)
- Broken Orange (2003)
- Normalizer (2003)
- Mieze (2004)
- Contraire de la chanson (2006)
- Housewifedogandtwokids (2007)
- A Mouth of God (2008)
- Catspoon (2009)
- Normalizer 2 (2010)
- Evil Smiles Of Beauty/Sound Of Crime (2012)
- Symbolic Fox (featuring Guthrie Govan) (2012)
- EEPS (2014)
- Celebration (2015)
- Above The Roses (2016)
- Schattenspiel (2016)
- Borrego (feat. Alex Lifeson and Joe Satriani) (2017)
- My Sister (feat. Alex Lifeson) (2019)

Met Mario Brinkmann & Fabio Trentini
- Disarmed (2005)

Met Minnemann/Brinkmann/Trentini/Zimmer
- Play the Police (2007)

Met The Aristocrats
- The Aristocrats (2011)
- Boing, We'll Do It Live! (2012)
- Culture Clash (2013)
- Culture Clash Live! (2015)
- Secret Show: Live in Osaka (2015)
- Tres Caballeros (2015)
- You Know What...? (2019)
- FREEZE! Live In Europe 2020 (2021)
- The Aristocrats With Primuz Chamber Orchestra (2022)

Met The Mute Gods
- Do Nothing till You Hear from Me (2016)
- Tardigrades Will Inherit The Earth (2017)
- Atheists And Believers (2019)

Met Trey Gunn
- Modulator (2010)

Met Mike Henderson
- The Veneer of Logic (2013)

Met Illegal Aliens
- Thickness (1996)
- Red Alibis (1997)
- Time (1998)
- International Telephone (2000)
- Swine Songs - Best Of (2006)

Met Mike Keneally
- Evidence of Humanity (2010)

Met Tony Levin & Jordan Rudess
- Levin Minnemann Rudess - 2013
- From the Law Offices of Levin Minnemann Rudess - 2016

Met Minnemann/Brinkmann
- Motor (2002)
- The Shining (2010)

Met Phi Yaan-Zek & Marco Minnemann
- Dance with the Anima (2010)
- Deeper with the Anima (2012)

Met Plini
- The End of Everything (2015)

Met Shiloh Sheray
- S+M (2011)

Met U-Z Project
- Ultimate Zero Tour (2011)

Met The Sea Within
- The Sea Within (2018)

Met Randy McStine
- McStine and Minnemann (2020)
- McStine and Minnemann II (2020)

Met Jess Lewis
- Seafoam (2021)

## Geselecteerde opnames met andere artiesten
- FFW - "Senseless Wonder" (1992)
- FFW - "Mao Mak Maa" feat. Nina Hagen (1993)
- FFW - "Culture Shock" (1995)
- FFW - "Hula" (1997)
- Keilerkopf - "Keilerkopf" (1998)
- H-Blockx - "Fly Eyes" (1998)
- Paul Gilbert - Burning Organ (2000)
- Wolfgang Schmid "Special Kick" (2001)
- Wolfgang Schmid "A Swift Kick"  (2002)
- Paddy Kelly  (2002)
- Nena - "feat. Nena"  (2003)
- Paul Gilbert - "Spaceship One"  (2004)
- Paul Gilbert - "Spaceship One Live" DVD (2005)
- Mario Brinkmann - "Engineer"  (2007)
- Illogicist - "The Insight Eye" - (2007)
- Necrophagist - Summer Slaughter Tour Live DVD (2008)
- Ephel Duath - "Through My Dog's Eyes" (2008)
- Mike Keneally - "Scambot" (2009)
- UKZ - "Radiation" EP (2009)
- Dr. Zoltan Øbelisk – Why I Am So Wise, Why I Am So Clever, and Why I Write Such Good Songs (2009)
- Tony MacAlpine - "Tony MacAlpine"  (2011)
- Musical Mind Meld (Jordan Rudess & Daniel Jakubovic)
- Mike Keneally/Andy Partridge - Wingbeat Fantastic  (2011)
- Steven Wilson – Catalog / Preserve / Amass - Live (2012)
- Steven Wilson - Get All You Deserve - DVD/Blu-ray (2012)
- Paul Cusick - "P'dice"  (2011)
- Forward Shapes - "Legacy"  (2012)
- U.K. Live (Eddie Jobson & John Wetton), DVD, 2CD (2012)
- Sylencer – "A Lethal Dose of Truth" (2012) - (gast drummer op "Wired in the Blood")
- Psyaxis – Black Dawn Rising (2012)
- Steven Wilson – The Raven That Refused To Sing (and other stories) (2013)
- Aaron Ruimy/Marco Minnemann – "A Few Minor Modifications" (2013)
- Matte Henderson with Marco Minnemann - "The Veneer Of Logic" (2013)
- Ephel Duath - Hemmed by Light, Shaped by Darkness (2013)
- Mike Keneally - You Must be This Tall (2013)
- Steven Wilson - Drive Home, Blu-ray/DVD (2013)
- Nathan Frost - Synecron (2013)
- The Hushdown - Radio (2014)
- Syndone - "Odysseas" (2014)
- At War With Self - Circadian Rhythm Disorder (2015)
- Steven Wilson - Hand. Cannot. Erase.  (2015)
- Joe Satriani - Shockwave Supernova  (2015)
- Amadeus Awad - Death Is Just A Feeling  (2015)
- Mike Keneally - Scambot 2
- Steven Wilson - Transience] (2015)
- Steven Wilson - 4½  (2016)
- Pitts Minnemann Project - The Psychic Planetarium (2016)
- Thaikkudam Bridge - "Inside My Head" (2017)
- Dewa Budjana - Mahandini (2018)
- Alberto Rigoni - EvoRevolution (2019)
- Jordan Rudess - Wired For Madness (2019)

## Boeken
- Extreme Interdependence: Drumming Beyond Independence (met audio-cd) – 2001
- Ultimate Play Along Drum Trax. – 2004
- Maximum Minnemann – 2006

## Dvd's
- Marco Minnemann: Live in L.A.  – 2007
- Extreme Drumming - 2003
- The Marco Show - 2006